# Тюменка (река на Северном Кавказе)

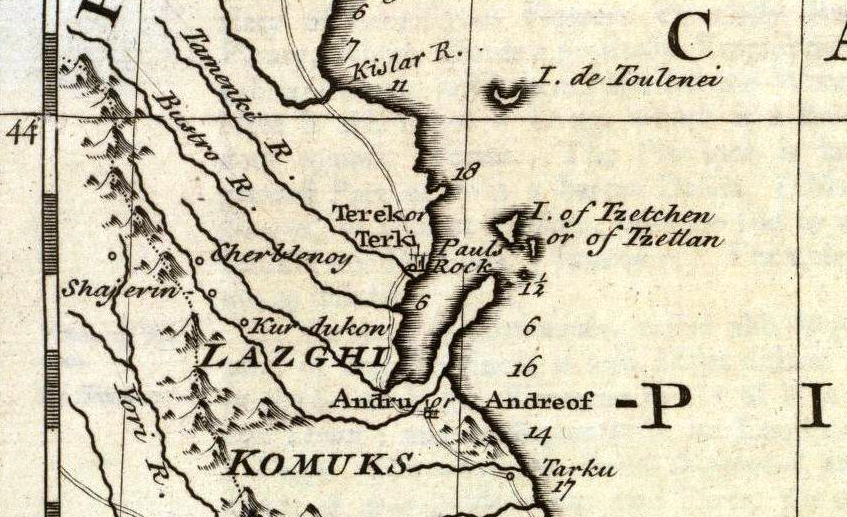
Река Тюменка (Tamenki R.) на фрагменте карты Каспийского моря; картограф, карта составлена по воспоминаниям грузинского князя C.-C. Орбелиани, 1747 г., Лондон.

Тюменка — ныне исчезнувшая небольшая река на Северном Кавказе, упоминается в источниках XVI—XVIII вв. Находилась в дельте Терека на территории соответствующей современному Северному Дагестану (Кизлярский район). Известна благодаря последовательно существовавшим на ней городам — Тюмень (XV—XVI вв.) и Терки (кон. XVI в. — первые гг. XVIII в.).

## География
Точное местоположение Тюменки не установлено, известно только, что она находилась в дельте реки Терек и, вероятно, являлась его протокой. Упоминание Тюменки в источниках часто связано с описанием последовательно существовавших на ней городов — Тюмень и Терки. Но это не помогает современным исследователям определённо локализовать расположение реки, так как место, где стояли эти населённые пункты, сегодня также известно приблизительно. В статье ЭСБЕ о Терском городе (Терки) сообщается, что он находился на левобережье русла Старого Терека к северо-востоку от Кизляра. Однако, несмотря на примерно верные ориентиры, в ЭСБЕ привязка к географическим объектам была осуществлена несколько позже, так как Кизляр возник после исчезновения Терков, а русла Старого Терека, например, в XVII в. не существовало.
Сложность современной локализации Тюменки заключается ещё и в том, что главный транзитный рукав Терека в его дельте «гулял», и новый рукав образовывался примерно каждые 60-70 лет, при этом старый, как правило, отмирал. «Кущение» происходило в районе современной станицы Каргалинской. В новейшее время, в XX в., для предотвращения этого процесса были организованы специальные водохозяйственные работы.
Также современные научные данные показывают, что в период, когда существовала река Тюменка, имела место трансгрессия Каспийского моря. Согласно некоторым источникам (см. раздел «История») от устья Тюменки, где стояли города Тюмень, а потом Терки, до побережья моря расстояние постепенно сокращалось — сначала это было 30 верст, потом 5, а в 1669 г. Терки пришлось перенести из-за «потопления города морскою водою».

## История
Река Тюменка известна по редким сообщениям о ней в XVI—XVIII вв. некоторых путешественников, маршруты которых проходили через северо-восточный Кавказ. До середины XVI в. на реке существовал город Тюмень — центр Тюменского владения. В период правления царя Фёдора I Иоанновича, в 1588—1589 гг., русскими здесь был основан острог (ранее находился в устье Сунжи), первоначально называвшийся «Тюменским», а впоследствии получивший название «Терский». Известно, что река Тюменка отделяла Терский город от его слобод, возникших в конце XVI в. — Черкасской, заселённой кабардинцами; Окоцкой, заселённой аккинцами (ауховцами); Новокрещенской, заселённой крестившимися прочими северокавказскими жителями. Одно из первых упоминаний о Тюменке имеется в «Книге Большому Чертежу» — описание карты Русского и соседних государств периода кон. XVI — нач. XVII вв.:

«А ниже Быстрая 20 верст потекла протокою река Тюменка, протоку до Хвалимского моря (Каспийское море) Тюменки реки 130 верст.

А из Тюменки реки вытекла река Заплавная и текла 80 верст и пала Заплавная опять в Тюменку.

А на усть реки Тюменки, город Тюменской; а ниже Тюмени протока река Терек, пала река Терек от Тюмени в море 30 верст.»
— «Книга Большому Чертежу» (1627 г.)
В 1623—1624 гг. здесь побывал московский купец Ф. А. Котов, который совершал своё знаменитое путешествие в Персию, по поручению царя Михаила Фёдоровича с товарами из государевой казны. Упоминание реки Тюменки сохранилось в его сочинении:

«Через реку Тюменку построен деревянный высокий мост на козлах, под ним можно проезжать на лодках … . Город Терек (Терки) стоит в пяти верстах от моря; выехать в море по Тюменке можно не одним руслом; кругом камыш»
— Ф. А. Котов «Хождение купца Федота Котова в Персию» (1852 г.).